# Rhamnus brachypoda
Rhamnus brachypoda är en brakvedsväxtart som beskrevs av Cheng Yih Wu. Rhamnus brachypoda ingår i släktet getaplar, och familjen brakvedsväxter. Inga underarter finns listade i Catalogue of Life.